# Bondi Beach
Bondi Beach (uitspraak:"Bond-eye" met een lange i aan het eind) is een beroemd strand in Waverley (LGA), in de agglomeratie van Sydney, Australië. Hoewel Bondi Beach geen groot strand is, is het bekend geworden als startpunt van de Australische strand- en surfcultuur. Het is een klassiek stadsstrand met een aardige golfslag. Vele toeristen hebben Bondi Beach in de loop van de jaren bezocht en tijdens de kerstvakantie bezoeken veel Britse maar ook Nederlandse toeristen het strand om daar hun vakantie te vieren.
Tijdens de Olympische Zomerspelen van 2000 vonden op dit strand de wedstrijden beachvolleybal plaats.
Vanaf Bondi Beach kan men naar andere stranden wandelen via paden langs de kust richting Bronte Beach. In november is langs deze route ieder jaar (gratis) de 'Sculpture by the Sea' expositie te zien. Een van de meest bijzondere (internationale) exposities van kunst in de buitenlucht. Veel van de kunstwerken die te zien zijn, worden speciaal voor deze expositie en voor hun locatie in de expositie, vervaardigd.
Bondi Beach figureert in de tv-serie Bondi Rescue. Deze serie volgt de strandwachten van Bondi Beach terwijl zij hun werk uitvoeren. Vanaf 2006 werd deze serie uitgezonden. In 2011 werd het zesde seizoen uitgezonden op Net5.